# Ochyrocera caeruleoamethystina
Ochyrocera caeruleoamethystina es una especie de araña araneomorfa del género Ochyrocera, familia Ochyroceratidae. Fue descrita científicamente por Lopez & Lopez en 1997.

## Distribución geográfica
Habita en Guayana Francesa.